# Hito 今を生きるあなたへ
『hito 今を生きるあなたへ』（ひと・いまをいきるあなたへ）は、2005年4月14日から2009年3月まで、毎週木曜21:54 - 22:00（JST）に、TBSで放送されていたミニヒューマンドキュメンタリー番組である。ステレオ放送、ハイビジョン制作（地上波デジタル放送のみ）、字幕放送を実施していた。

## 番組の概略
各分野で活躍している人々を毎回1人ずつハイビジョン映像で放送していく。放送時間の短い番組ながら、本人のインタビューを中心に簡潔にまとめられている。2007年9月には放送100回目を記念して、イタリアで活躍する4人にインタビューするという特別企画番組「美を紡ぐ hito 今を生きるあなたへ special」が放送された。

## スポンサー
- 資生堂（一社提供）

## 制作
- 協力：オブザアイ
- 製作著作：TBS